# Фаддей (Успенский)
Архиепископ Фадде́й (в миру Ива́н Васи́льевич Успе́нский; 12 ноября 1872, село Наруксово, Лукояновский уезд, Нижегородская губерния — 31 декабря 1937, Калинин) — деятель Русской православной церкви, архиепископ Тверской (Калининский) и Кашинский. Причислен к лику святых в 1997 году.

## Биография
Родился в 1872 году в селе Наруксово Нижегородской губернии. Его отец, Василий Фёдорович — местный благочинный, протоиерей, награждённый палицей (1916) и орденом Святого Владимира 4-й степени (1912). Мать — Лидия Андреевна. В семье было девятеро сыновей и две дочери.
Окончил Нижегородскую духовную семинарию, обучался в Московской духовной академии, которую окончил в 1896 году со званием кандидата богословия. В 1896—1897 годах был профессорским стипендиатом академии. Магистр богословия (1901; диссертация: «Единство книги пророка Исайи». Сергиев Посад, 1901).

### Монашество и преподавательская деятельность
Под влиянием ректора академии епископа Антония (Храповицкого) решает принять монашество.
В августе 1897 года был пострижен в монашество с наречением ему имени Фаддей и рукоположён в сан иеродиакона.
С 21 сентября 1897 года — иеромонах, преподаватель логики, философии и дидактики Смоленской духовной семинарии.
19 ноября 1898 года переведён на должность инспектора Минской духовной семинарии с исправлением обязанностей преподавателя Священного Писания.
С 1900 года — преподаватель основного догматического и нравственного богословия в Уфимской духовной семинарии.
5 марта 1902 года назначен инспектором Уфимской духовной семинарии с возведением в сан архимандрита (возведён 15 марта). В этот период он издаёт «Записки по дидактике» — свой основной труд по церковной педагогике и воспитанию.
С 8 января 1903 года — ректор Олонецкой духовной семинарии.

### Епископ Владимиро-Волынский

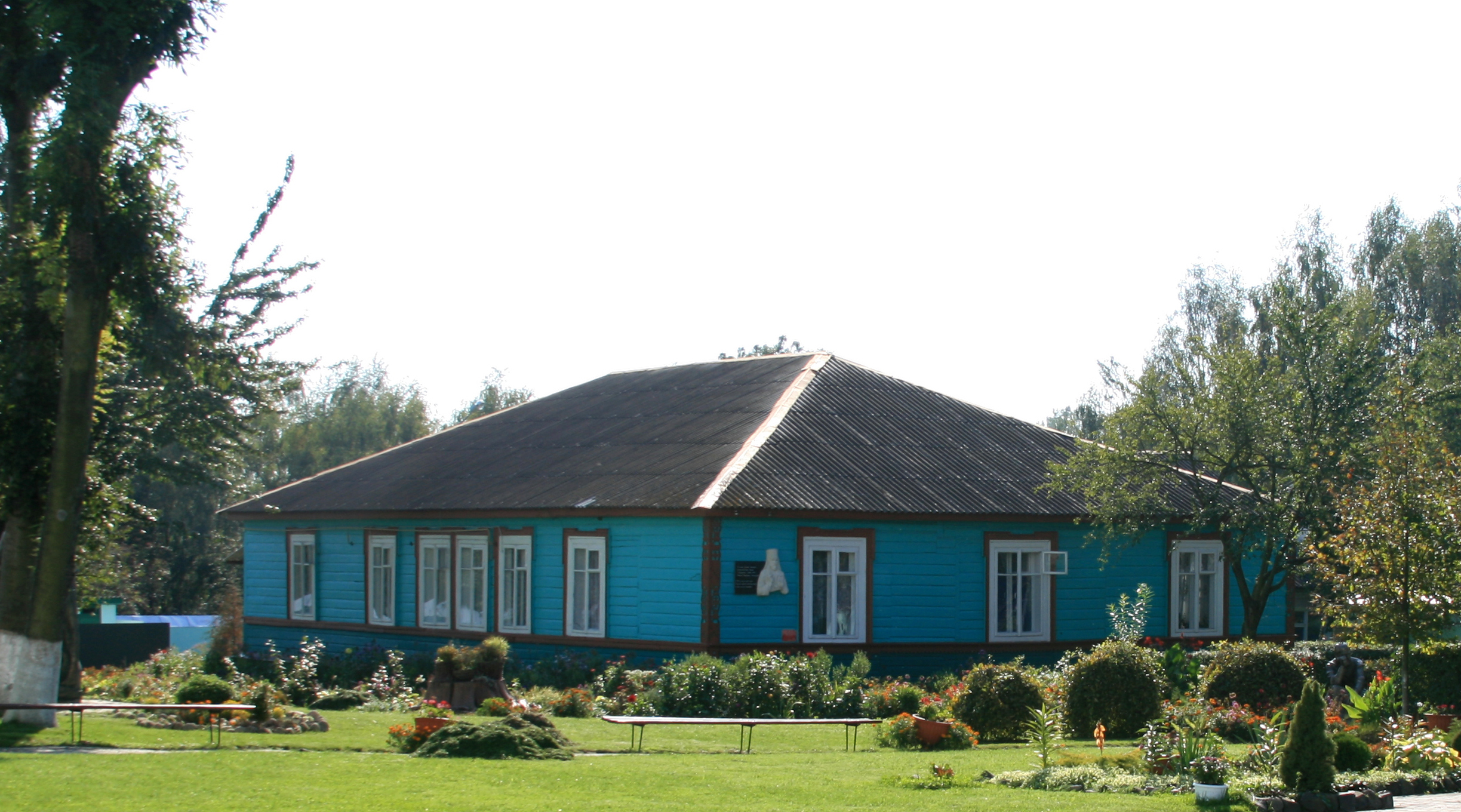
Епархиальный дом во Владимире-Волынском, в котором жил епископ Фаддей; на здании установлена плита в память об этом

21 декабря 1908 года хиротонисан во епископа Владимиро-Волынского, второго викария Волынской епархии. Хиротонию совершили: архиепископ Волынский Антоний (Храповицкий), епископ Гродненский и Брестский Михаил (Ермаков), епископ Холмский и Люблинский Евлогий (Георгиевский) и епископ Белостокский Владимир (Тихоницкий).
28 февраля 1913 года переименован в первого викария. Став епископом, он не изменил взятому на себя монашескому подвигу, сурово постился и много молился.
Осенью 1916 года ему было поручено временное управление Владикавказской епархией на время болезни епископа Владикавказского Антонина (Грановского). 28 января 1917 вернулся к исполнению обязанностей епископа Владимиро-Волынского.
В 1919 году, после того, как правящий Волынский архиерей архиепископ Евлогий (Георгиевский) вынужден был оставить свою кафедру и уехать за границу, епископ Фаддей стал исполнять его обязанности. В период существования Украинской народной республики отказался вступать в переписку с её представителями на украинском языке, несмотря на угрозы высылки с Украины.
В ноябре 1921 года епископ Фаддей был арестован в Житомире большевиками по обвинению в участии в повстанческом движении на Волыни. Верующие просили освободить его из тюрьмы: «Епископ Фаддей много лет известен в городе Житомире, где нет храма, в котором бы он не богослужил и не проповедовал. Нам известна и его личная жизнь как молитвенника и пастыря. Никогда епископ Фаддей не вмешивался в политику, ничего не предпринимал против советской власти, ни к чему противозаконному никого и никогда не призывал».
Владыку перевезли в Харьков, где после допроса местная ВУЧКа постановила: «… выслать епископа Фаддея в распоряжение Патриарха Тихона с правом жительства только в одной из центральных северных губерний РСФСР и Западной Сибири со взятием подписки о регистрации в органах ЧК…». 9 марта 1922 он был освобождён из харьковской тюрьмы и на следующий день выехал в Москву.

### Архиепископ Астраханский
По прибытии в Москву и беседы с Патриархом Тихоном 13 марта 1922 состоялось его назначение на Астраханскую кафедру, с возведением его в сан архиепископа. Но выехать в Астрахань и приступить к своим архипастырским обязанностям на этой кафедре владыке Фаддею удалось лишь в декабре 1923 года.
В 1922 году был арестован и обвинён в том, что способствовал печатанию воззвания к пастве временно управлявшего церковью после ареста Патриарха Тихона митрополита Агафангела с призывом хранить в чистоте устои Церкви и остерегаться тех, кто пытается незаконно узурпировать церковную власть (то есть лидеров обновленческого движения, которые при поддержке большевиков пытались захватить власть в церкви).
Вместе с митрополитом Кириллом (Смирновым) находился во Владимирской тюрьме. Владыка Кирилл вспоминал:
«Поместили в большую камеру вместе с ворами. Свободных коек нет, нужно располагаться на полу, и мы поместились в углу. Страшная тюремная обстановка среди воров и убийц подействовала на меня удручающе… Владыка Фаддей, напротив, был спокоен и, сидя в своём углу на полу, всё время о чём-то думал, а по ночам молился. Как-то ночью, когда все спали, а я сидел в тоске и отчаянии, владыка взял меня за руку и сказал: „Для нас настало настоящее христианское время. Не печаль, а радость должна наполнять наши души. Сейчас наши души должны открыться для подвига и жертв. Не унывайте. Христос ведь с нами“».
Поступавшие ему передачи отдавал старосте камеры, который делил их на всех заключённых. Отдал другому заключённому епископу подушку, а сам спал, положив под голову руку. Был выслан на год в Зырянский край.
Летом 1923 года, после окончания ссылки, жил в Волоколамске, служил в московских храмах. В 1923 выехал в Астрахань, где приступил к обязанностям правящего архиерея. Вёл крайне скромный образ жизни, ходил в старенькой залатанной рясе, в стареньких, чинёных сапогах, имел одно облачение и одну митру. Часто проводил богослужения, после службы вёл беседы с верующими, разъясняя им Священное Писание, много проповедовал. Противодействовал «обновленческому» движению. Патриарх Тихон говорил одному из жителей Астрахани: «Знаете ли Вы, что владыка Фаддей святой человек? Он необыкновенный, редкий человек. Такие светильники Церкви — явление необычайное. Но его нужно беречь, потому что такой крайний аскетизм, полнейшее пренебрежение ко всему житейскому отражается на здоровье. Разумеется, владыка избрал святой, но трудный путь, немногим дана такая сила духа. Надо молиться, чтобы Господь укрепил его на пути этого подвига». Оказывал помощь и поддержку местным священникам (например, Петру Зиновьеву).
В 1926 году после ареста заместителя Патриаршего местоблюстителя митрополита Сергия (Страгородского) в его обязанности временно вступил митрополит Иосиф (Петровых), который, в свою очередь, 8 декабря 1926 назначил своими преемниками на случай ареста архиепископов: Екатеринбургского Корнилия (Соболева), Астраханского Фаддея (Успенского) и Угличского Серафима (Самойловича). После ареста митрополита Иосифа и зная, что архиепископ Корнилий находится в ссылке не мог выполнить возложенное на него поручение, владыка Фаддей в середине декабря 1926 выехал из Астрахани в Москву, чтобы приступить к временному руководству церковью. Однако в Саратове он был задержан и выслан в город Кузнецк Саратовской губернии.

### Архиепископ Пятигорский
После освобождения митрополита Сергия и издания им декларации 1927 года о безоговорочной лояльности советской власти на её условиях, остался в подчинении заместителя Патриаршего местоблюстителя. На тот момент был епископом Пятигорским (с 27 июня по 27 октября 1927 года).

### Архиепископ Саратовский
В марте 1928 года освобождён, назначен архиепископом Саратовским. По воспоминаниям одной из прихожанок, «службы совершал долго, литургию с 10 до 3 часов дня. Служил много, все воскресные праздничные всенощные и литургии, акафисты, праздники святых. Был отличный проповедник, каждую службу говорил проповеди, так что дети стояли и не уставали. Его при жизни считали святым».

### Архиепископ Калининский и Кашинский
В ноябре 1928 года был переведён в Тверь, архиепископ Калининский и Кашинский. Как и в Астрахани, много проповедовал, пользовался любовью паствы, что вызывало раздражение властей.
Тверичи часто обращались к владыке за советами по различным вопросам. Прославился своей прозорливостью. Известно много случаев, когда он её проявлял, в частности следующий: «Как-то пришла к владыке женщина и сказала: — К дочке ходил богатый жених и приносил подарки. У нас завтра свадьба. Благословите. — Подождите немного. Подождите две недели, — ответил владыка — Ну, как же подождать, у нас всё приготовлено: и колбасы куплены, и вино, и студень наварен. — Нужно подождать немного, — настаивал архиепископ. Через две недели приехала жена „жениха“ с двумя маленькими детьми и забрала его домой».
Один из знакомых владыки по Астрахани и Твери, Аркадий Ильич Кузнецов вспоминал о нём: «Я должен воссоздать образ человека необычайной монашеской красоты: мистического склада души, аскетических подвигов, ревностного, до самоотверженности, отношения к Церкви, смирения, кротости, беспредельной доброты и любви к людям. Какая-то необычайная гармония царила во всём существе этого человека».
Неподалёку от города, в селе Пречистый Бор Архиепископ Фаддей снимал дачу и ездил туда, когда хотел поработать. «Многие думают, что я уезжаю на дачу отдыхать, — говорил он, — а я уезжаю работать и ложусь здесь в три часа ночи. Нужно бы секретаря, но секретаря у меня нет, я всё делаю сам». Люди запросто подходили к нему за советом, даже приходили домой и приезжали на дачу, которую он снимал в летнее время в Пречистом Бору, и он охотно принимал всех нуждающихся в его слове.
29 сентября 1936 года власти лишили архиепископа Фаддея регистрации и запретили ему служить, но владыка продолжал служить.
Летом 1937 года в Калинине, как и повсюду, начались массовые аресты. Было арестовано почти всё духовенство епархии. В октябре того же года один из священников после продолжительных пыток согласился подписать клеветнические сведения об архиепископе Фаддее. В качестве лжесвидетелей охотно выступили представители обновленчества.

### Арест и мученическая кончина
20 декабря 1937 года был арестован. На допросах держался мужественно, виновным в контрреволюционной деятельности себя не признал. На вопрос, кто оказывал материальную помощь епархии, ответил: «Материальная помощь передавалась мне лично в церкви в виде доброхотных подношений, фамилии этих лиц я назвать не имею возможности, так как их не знаю».
Во время тюремного заключения был помещён вместе с уголовниками, которые его унижали, ему приходилось спать под нарами. В житии архиепископа рассказывается, как однажды ночью Богоматерь «явилась главарю уголовников и грозно сказала ему: „Не трогайте святого мужа, иначе все вы лютой смертью погибнете“. Наутро он пересказал сон товарищам, и они решили посмотреть, жив ли ещё святой старец. Заглянув под нары, они увидели, что оттуда изливается ослепительный свет, и в ужасе отшатнулись, прося у святителя прощения. С этого дня все насмешки прекратились, и уголовники даже начали заботиться о владыке. Начальство заметило перемену в отношении заключённых к владыке, и его перевели в другую камеру».

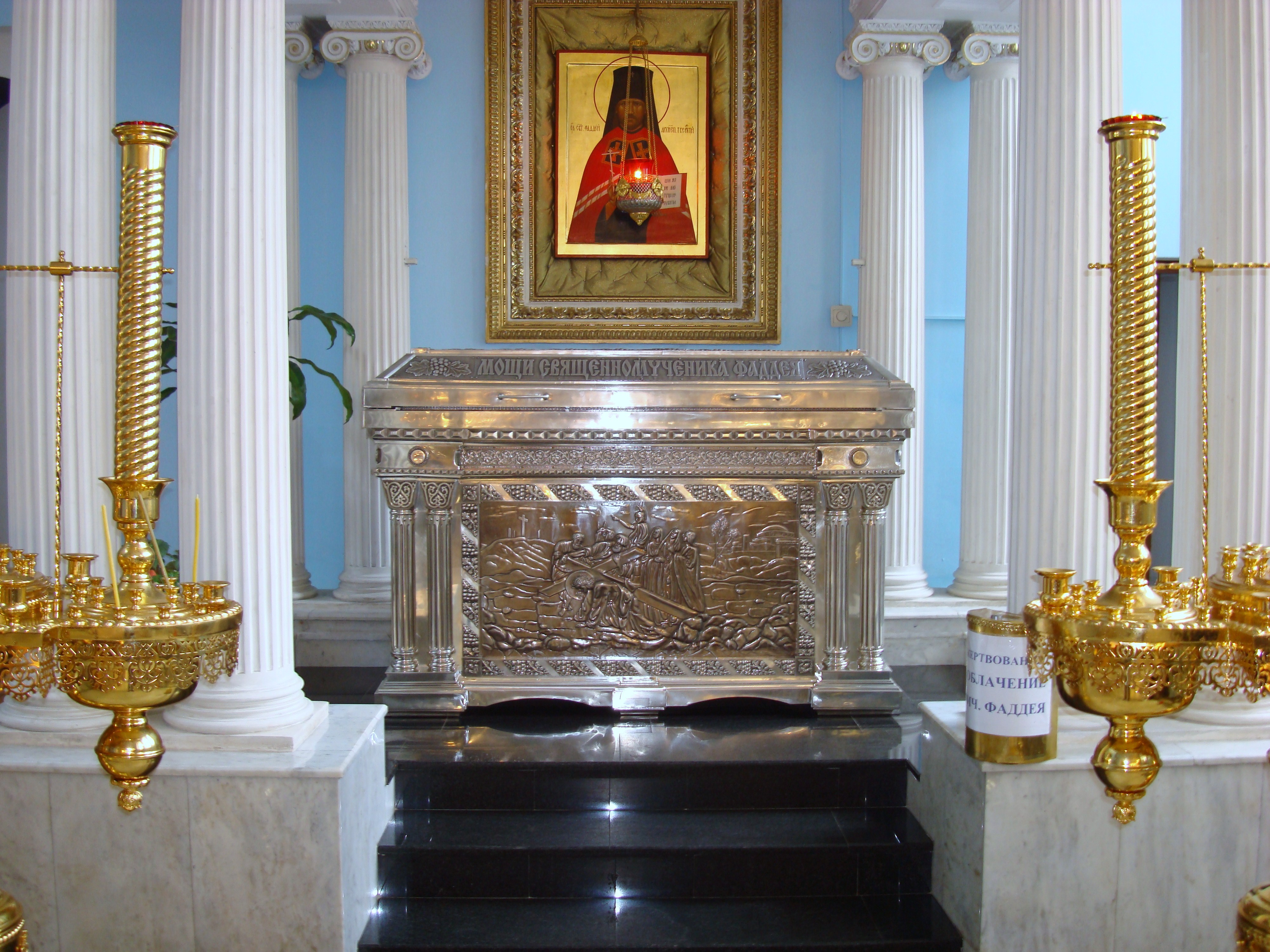
Рака с мощами священномученика Фаддея в Вознесенском соборе Твери. Архитектор В. А. Звёздкин

Через десять дней после ареста был приговорён к расстрелу по обвинению в руководстве церковно-монархической организацией.
По словам члена Синодальной комиссии по канонизации святых Русской православной церкви, протоиерея Георгия Митрофанова, «следователь настолько ожесточился против него, что приказал не расстреливать его, а утопить живым в тюремном клозете». Тюремный врач предупредил верующих о времени похорон владыки (как и другие казнённые, он был похоронен без гроба). Благодаря этому стало возможно в дальнейшем обрести его мощи.

## Почитание и канонизация
Весной 1938 года после Пасхи верующие тайно вскрыли могилу и переложили тело в наскоро сколоченный гроб, а в руку ему было вложено крашеное пасхальное яйцо. О смерти архиепископа было сообщено тогда же местоблюстителю патриаршего престола митрополиту Сергию (Страгородскому), который совершил заочное отпевание.
На месте могилы был поставлен крест, и на нём сделана надпись, но вскоре он был уничтожен властями. Это место все советские годы почиталось православными.
26 октября 1993 года были обретены его честные мощи, которые находятся ныне в Вознесенском соборе города Твери.
Член Синодальной комиссии по канонизации святых Русской православной церкви протоиерей Георгий Митрофанов назвал архиепископа Фаддея «самым светлым и одновременно очень трагичным примером» стойкости людей, подвергшихся гонениям.
В 1997 году Архиерейским собором Русской православной церкви причислен к лику святых как новомученик.
В Екатеринбургской епархии в 2007 году по благословению архиепископа Екатеринбургского и Верхотурского Викентия (Мораря) открыта и действует Екатеринбургская православная учительская семинария во имя священномученика Фаддея (Успенского).

## Труды
- Неоскудный источник милостей // Журнал Московской Патриархии., 1990. — № 5. — С. 39-41.
- В день Воздвижения Животворящего Креста Господня // Журнал Московской Патриархии., 1990. — № 9. — С. 56-58.
- «Гора Божия, Гора тучная…» (Пс. 67,16) // Журнал Московской Патриархии. 1991. — № 4. — С. 41-42.
- Помощница в скорбях // Журнал Московской Патриархии. 1992. — № 11/12. — С. 50-51.
- О смысле жизни // Журнал Московской Патриархии. 1997. — № 4. — С. 64-68.
- Творения. Проповеди. Кн. 1. — Тверь: Булат, 2002. — 485 с. — 5000 экз.
- Творения. Записки по дидактике. Кн. 2. — Тверь: Булат, 2003. — 436 с. — 3000 экз.